# Красный Стяг
Красный Стяг — посёлок в Почепском районе Брянской области в составе Семецкого сельского поселения.

## География
Находится в центральной части Брянской области на расстоянии приблизительно 10 км на юг-юго-восток по прямой от районного центра города Почеп.

## История
Упоминался с 1920-х годов. Работал одноименный колхоз. На карте 1941 года отмечен как поселок c 54 дворами.

## Население
Численность населения: 243 человека в 1926 году, 15 человек (русские 100 %) в 2002 году, ХХ в 2010.